# 코바야시 유미코
코바야시 유미코(일본어: 小林 由美子 こばやし ゆみこ 고바야시 유미코[*], 1979년 6월 18일 ~ )는 일본의 성우이다. 아트비전(アーツビジョン)소속이고, 지바현 요카이치조 시(지금은 소사시로 통합됨)출신이다. 와요 여자대학교(和洋女子大学) 문학부 국문학과를 졸업했다.

## 출연작

### TV 애니메이션
1998년
- 비스트 워즈 II(라이오 주니어)

1999년
- 우주해적 미토의 대모험(넨가 마사츠키 (설정월))
- 마장기신 사이버스터(오자키 나나세)

2000년
- 러브히나(사라 맥도걸)
- 인조인간 키카이다(코묘우지 마사루)
- 육문천외 몬코레 나이트(루크)

2001년
- 시스터 프린세스(마모루)
- 테니스의 왕자(단 타이치 (은재민))
- 작은 눈의 요정 슈가(바질)
- 전뇌모험기 웹다이버(유우키 켄토)

2002년
- 시스터 프린세스 Re Pure(마모루)
- 포춘독(프레디)
- 하품요정 아쿠비(이이네 요시아)
- 듀얼 마스터즈(키리후다 쇼부)

2003년
- SD 건담 포스(겐키마루 (탱키))
- 일기당천(우길)
- 피스메이커 쿠로가네(이치무라 테츠노스케)

2004년
- 따끈따끈 베이커리(아즈마 카즈마)
- 아쿠아키즈(얀 (켄))

2005년
- 작안의 샤나(오가타 마타케)

2006년
- 격부술사 요역문(타몬 산시로)
- 해피 럭키 깜짝맨(키진 알리바바)
- 찾아라 파워스톤(타마 (야롱))
- 쵸콧토 시스터(이시다 카케루)
- 택티컬 로어(카이리 미하루)

2007년
- 작안의 샤나 Second(오가타 마타케)
- 해피해피 클로버(가쿠)
- 전뇌 코일(아키라)
- 레 미제라블 소녀 코제트(가브로쉬)

2008년
- 슬레이어즈 Revolution (포코타)
- ARIA The ORIGINATION(아히토)
- 소울 이터(블랙스타)
- 테일즈 오브 디 어비스(이온, 싱크)

2009년
- 겐지 이야기 천년기 Genji (히카루기미)
- 남매 이야기 (지누시 준이치로)
- 도쿄 매그니튜드 8.0 (오노자와 유우키)
- 안녕 앤 (호레스 토마스)
- 바스쿼시 (벨 린든)
- 슬레이어즈 에볼루션-R (포코타)
- 쌍둥이 맑음 (지누시 준이치로)

2010년
- Angel Beats! (오오야마)
- 슈퍼로봇대전 OG 디 인스펙터 (류토 히카와)

2011년
- 신의 인형 (키리오)
- 스위트 프리큐어 (미나미노 소우타)

2014년
- 괴도 조커 (하치)

2018년
- 크레용 신짱 (노하라 신노스케 (신짱구))

2020년
- 디지몬 어드벤처: (이즈미 코시로)

### 극장판 애니메이션
2007년
- 미요리의 숲(코타로)

2011년
- 영원의 쿠온(츠토무)

2020년
- 짱구는 못말려 극장판: 신혼여행 허리케인 ~사라진 아빠~(노하라 신노스케)
- 극장판 짱구는 못말려: 격돌! 낙서왕국과 얼추 네 명의 용사들(노하라 신노스케)

2022년
- 짱구는 못말려 극장판: 동물소환 닌자 배꼽수비대(노하라 신노스케)
- 표류단지(코이와이 타이시)

2024년
- 극장판 짱구는 못말려: 우리들의 공룡일기(노하라 신노스케)

### OVA
1998년
- 키라라(미타)

2000년
- 엑스 드라이버(스가노 소이치)
- 러브히나 크리스마스 스페셜 : 사일런트 이브(사라 맥도걸)

2001년
- 러브히나 봄 스페셜 : 그대, 벚꽃이여 지지 마오!!(사라 맥도걸)
- 뿌니뿌니 포에미(와타나베 포에미)

2002년
- 러브히나 Again(사라 맥도걸)

2004년
- 메모리즈 오프 3.5~소원이 닿을 때~(리키마루 사요리)

2005년
- 슈퍼로봇대전 OVA(료토 히카와)

2006년
- 작안의 샤나 OVA 사랑과 온천의 교외학습(오가타 마타케)

### 게임
2000년
- 서몬 나이트 (엘카)
- 슈퍼 로봇 대전α (료토 히카와)

2001년
- 리얼 로봇 레지멘트 (아리엘 오그)

2002년
- 비스트로 큐피트 (사프란 타메릭)

2004년
- Memories Off ~그 이후~ (리키마루 사요리(사요린))

2005년
- 로맨싱 사가 민스트럴 송 (아이샤)
- 무사시전II 브레이드 마스터 (알베르)
- 프린세스 메이커 4 (리)
- 이레귤러 헌터X (나레이터)

2006년
- 바덴 카이트스II 시작의 날개와 신들의 사자 (레이드칸 왕)
- 록맨 록맨 (록맨)
- Memories Off ~그 이후 again~ (리키마루 사요리(사요린))
- 작안의 샤나 PS2판 (오가타 마타케)
- 트러스티 벨 ~쇼팽의 꿈~ (비트)
- 두근두근 메모리얼 Girl's Side 2nd Kiss (오토나리 유우)

2007년
- 슈퍼 로봇 대전OG ORIGINAL GENERATIONS (료토 히카와)
- 슈퍼 로봇 대전OG 외전 (료토 히카와)

2008년
- 두근두근 메모리얼 Girl's Side 2nd Season (오토나리 유우)
- 스타오션2 Second Evolution (레온 D S 게스테)
- 루미너스 아크2 윌 (사티)
- 인피니티 언디스커버리 (루카)

2018년
- Sdorica -sunset- (엘리오 세리스, 료)

### 인터넷
2001년
- 마법유희 (즛키니 캇코카리)